# Johann Mützel

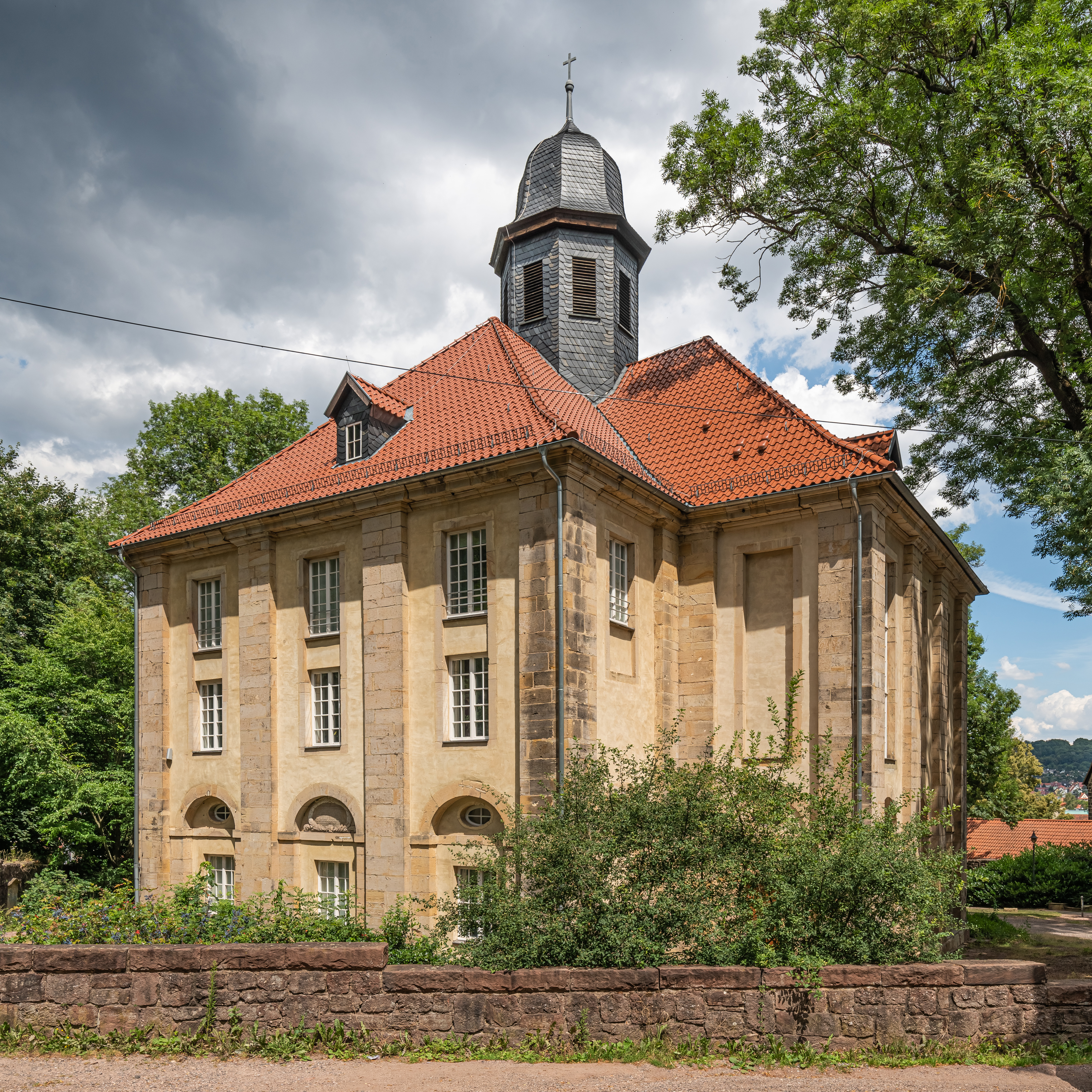
Die Kreuzkirche in Eisenach

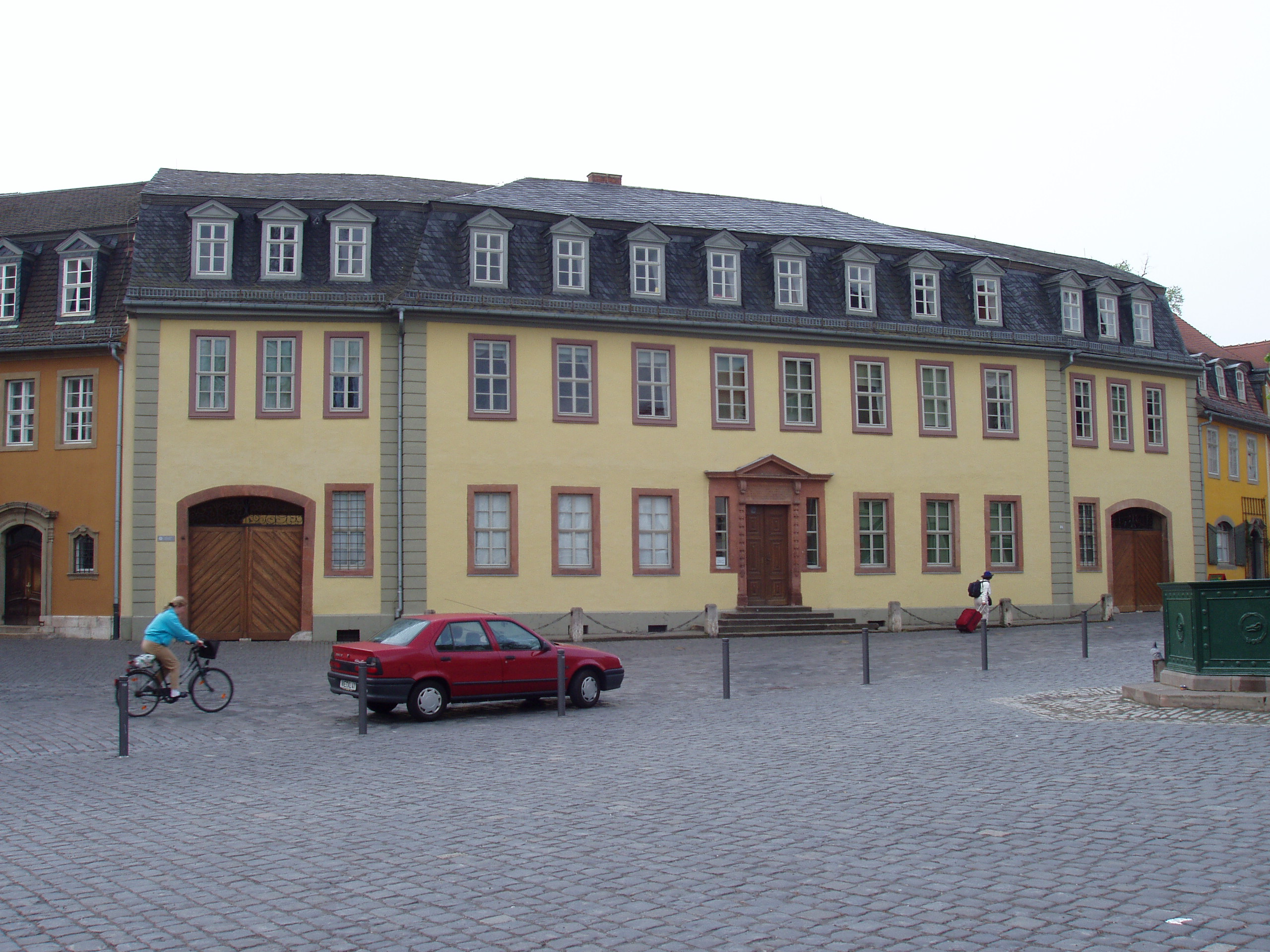
Goethes Wohnhaus in Weimar

Johann Mützel (* 7. Oktober 1647 in Neustadt a. d. Aisch; † 1. September 1717 in Eisenach) war ein deutscher Architekt des Barocks. Zeitweise war er der Hofbaumeister von Sachsen-Weimar, wo er auch seine heute bekanntesten Bauten, Goethes Wohnhaus und das Schloss Ettersburg, schuf. 

## Werke
Zu den von Johann Mützel errichteten Bauten gehören unter anderem:
- Kreuzkirche in Eisenach (1693)
- Gelbes Schloss der Schlossanlage Tann (1699–1714)
- Schloss Ettersburg bei Weimar (Altes Schloss 1706–1711; Neues Schloss 1717 begonnen)
- Ausbau des Schlosses Sondershausen zur fürstlichen Residenz ab 1680
- Jakobskirche in Weimar (1712)
- Gelbes Schloss in Weimar (1702–1704; heute Bibliothek am Grünen Markt)
- Goethes Wohnhaus in Weimar (1707–1709)
- Schloss Wilhelmsthal bei Eisenach (Ausbau zur Sommerresidenz der Herzöge von Sachsen-Eisenach ab 1710)
- Schloss Großneuhausen (1710–1715)